# Герцог Эксетер

Герб герцогов Эксетер из дома Холландов

Герцог Эксетер (англ. Duke of Exeter) — герцогский титул в средневековой Англии, который носили представители родов Холландов и Бофортов.

## История титула

Герб Томаса Бофорта, герцога Эксетера

Впервые титул был создан 29 сентября 1397 года королём Ричардом II, который даровал его своему единоутробному брату Джону Холланду, 1-му графу Хантингдону в качестве награды за помощь в расправе над лордами-апеллянтами. Он был заметной фигурой во время правления Ричарда II и одним из его советников, используя своё родство с королём для личного обогащения. Но после того как Ричард II был свергнут своим двоюродным братом Генрихом IV Болингброком, 6 ноября 1399 года парламент конфисковал у Джона этот титул. А после того, как Джон в январе 1400 года принял участие в подготовке восстания против Генриха IV и был казнён, все его владения были конфискованы, как и титул графа Хантингдона.
18 ноября 1416 году король Генрих V присвоил титул герцога Эксетера своему дяде — Томасу Бофорту, графу Дорсету, одному из легитимизированных сыновей Джона Гонта, герцога Ланкастера. Титул был присвоен в качестве награды за военные успехи во Франции после возобновления Столетней войны. Однако Томас не оставил детей, так что титул после его смерти в 1426 году исчез как выморочный.
Новая креация титула состоялась 6 января 1443 года, когда король Генрих VI восстановил титул для Джона Холланда, графа Хантингдона, сына Джона Холланда, 1-го герцога Эксетера. Он был одним из английских военачальников и участвовал в Столетней войне, а также был лордом-адмиралом Англии. Его сын и наследник Генри Холланд, 3-й герцог Эксетер был одним из военачальников Ланкастеров в начале войны Алой и Белой розы. Он участвовал в битве при Уэйкфилде (1460), второй битве при Сент-Олбансе (1461) и битве при Таутоне (1461). После поражения Ланкастеров он перебрался во Францию, а его титулы были конфискованы Эдуардом IV. Во время недолгой реставрации Ланкастеров в 1470—1471 годах титулы были восстановлены. В 1471 году он командовал одним из отрядов Ланкастеров в битве при Барнете, но был ранен и попал в плен, а титулы были окончательно конфискованы. Позже он получил свободу, но в 1475 году утонул, не оставив наследников. Больше титул не восстанавливался.

## Список герцогов Эксетер

### Герцоги Эксетер, 1-я креация (1397)
- 1397—1399: Джон Холланд (1350-е — 16 января 1400), 1-й граф Хантингдон с 1387, 1-й герцог Эксетер в 1397—1399

### Герцоги Эксетер, 2-я креация (1416)
- 1416—1426: Томас Бофорт (январь 1377 — 27 декабря 1426), 1-й граф Дорсет с 1411, 1-й герцог Эксетер с 1416

### Герцоги Эксетер, 1-я креация (восстановление, 1443)
- 1443—1447: Джон Холланд (29 марта 1395 — 5 августа 1447), 2-й граф Хантингдон с 1416, 2-й герцог Эксетер с 1443, лорд-адмирал Англии с 1435, сын Джона Холланда, 1-го герцога Эксетера
- 1447—1471: Генри Холланд (27 июня 1430 — сентябрь 1475), 3-й герцог Эксетер и 3-й граф Хантингдон в 1447—1471 (в период 1461—1470 признавался только сторонниками Ланкастеров)